# COVID-19-Pandemie in Gibraltar

Lage von Gibraltar

Die COVID-19-Pandemie in Gibraltar ist Teil der weltweiten COVID-19-Pandemie, die im Dezember 2019 in China ihren Ausgang nahm und die neuartige Atemwegserkrankung COVID-19 betrifft. In Gibraltar begann die Ausbreitung des Virus SARS-CoV-2 am 4. März 2020, als sich ein Einreisender aus Oberitalien in Selbstisolation begeben musste. Stand 28. März 2021 gab es 4200 Infektionen und 94 Todesfälle. Gibraltar hat etwa 35.000 Einwohner und ist ein britisches Überseegebiet, das auf der iberischen Halbinsel liegt. Herdenimmunität durch Impfungen wurde zwischen März und April 2021 erreicht. Obwohl die Fallzahlen im Juli 2021 und November 2021 wieder stark zunahmen, stieg die Zahl der Covid-19-Todesfälle im selben Zeitraum nur mehr geringfügig an.

## Verlauf
Am 4. März 2020 begab sich ein Norditaliener, der über den Flughafen Málaga in Spanien nach Gibraltar einreiste, in Selbstisolation und konnte bereits am 7. März entlassen werden konnte, da der Test negativ ausgefallen war. Am 7. März 2020 befanden sich 63 Personen in Selbstisolation.
Gibraltar bereitete sich mit seinem Florence Nightingale field hospital auf die Behandlung von COVID-19-Infizierten mit 192 bereitgestellten Betten vor. Die Kapazität des Hospitals beläuft sich auf insgesamt 300 Betten und die Regierung von Gibraltar hoffte, dass sie diese nie nutzen müsse. Am 3. April wurde bekannt, dass ein 51-jähriger Mann, der sich drei Wochen in Selbstisolation befand, vermutlich an COVID-19 gestorben sei. Allerdings gab es hierfür keinen letzten Beweis, da er mehrfach erkrankt war.
Zwischen Dezember 2020 und Januar 2021 hatte die Region einen erheblichen Ausbruch der Pandemie aufgrund der Corona-Mutationen. Der Zeitraum wurde vom Chief Minister von Gibraltar als die dunkelste Zeit in der Geschichte der Region bezeichnet.
Am 9. Januar begann die Impfkampagne unter dem Namen „Operation Freedom“. Der Impfstoff von Biontech/Pfizer wurde durch die britische Regierung organisiert und eingeflogen. Im März wurde die Herdenimmunität erreicht und im April wurden erstmals seit dem 22. Juli keine aktiven Fälle registriert. Auch Pendler aus Spanien wurden großflächig in der Kampagne Gibraltars geimpft. Einschränkungen wie die generelle Maskenpflicht und nächtliche Ausgangssperren wurden aufgehoben. Am 8. April erklärte die Regierung „Operation Freedom“ als Erfolg und meldete, dass 85 % der Gesamtbevölkerung einen vollständigen Impfschutz hätten.
Die steigenden Inzidenzen bei höchster Durchimpfung im November 2021 wurden von Verschwörungstheoretikern als Beweis für die Nutzlosigkeit der Impfung herum gereicht. Die Zahlen rührten von einer sehr hohen Zahl von Tests her, zudem musste niemand auf eine Intensivstation, nur zwei von 668 Fällen Mitte November kamen überhaupt ins Spital. Von 56 Fällen an einem Tag waren 29 ungeimpfte Minderjährige. In der kleinen Gruppe der Ungeimpften erkrankten also gleich viele, wie im ganzen Rest der zu 90 Prozent geimpften Bevölkerung.

### Infektionen

Bestätigte Infizierte in Gibraltar nach Daten der WHO. Oben kumuliert, unten Tageswerte

### Todesfälle

Bestätigte Todesfälle in Gibraltar nach Daten der WHO. Oben kumuliert, unten Tageswerte